# Trechus lundbladi
Trechus lundbladi é uma espécie de insetos coleópteros pertencente à família Carabidae.
A autoridade científica da espécie é Jeannel, tendo sido descrita no ano de 1938.
Trata-se de uma espécie presente no território português.